# UFC Fight Night: Kattar vs. Allen
UFC Fight Night: Kattar vs. Allen (también conocido como UFC Fight Night 213, UFC on ESPN+ 71 y UFC Vegas 63) fue un evento de artes marciales mixtas producido por Ultimate Fighting Championship que tuvo lugar el 29 de octubre de 2022 en las instalaciones del UFC Apex en Enterprise, Nevada, parte del área metropolitana de Las Vegas, Estados Unidos.

## Antecedentes
Se espera que el combate de peso pluma entre Arnold Allen y Calvin Kattar encabece el evento.
Se esperaba un combate de peso pluma entre Ilia Topuria y Edson Barboza en el evento. Sin embargo, Barboza se retiró a finales de septiembre debido a una lesión de rodilla y el combate se canceló.
Se esperaba que Drakkar Klose se enfrentara a Mark Madsen en un combate de peso ligero. Sin embargo, Klose se retiró a mediados de octubre debido a una lesión en el ligamento cruzado anterior. Fue sustituido por Grant Dawson. A su vez, el combate fue trasladado para el 5 de noviembre en UFC Fight Night: Rodriguez vs. Lemos.
Se esperaba que Garrett Armfield y Christian Rodriguez se enfrentaran en un combate de peso gallo. Sin embargo, Armfield se retiró en la semana del combate debido a una infección por estafilococos. Fue sustituido por Joshua Weems. En el pesaje, Weems pesó 139.5 libras, tres libras y media por encima del límite del combate de peso gallo sin título. El combate se celebró en el peso acordado y se le impuso una multa del 30% de su bolsa, que fue a parar a Rodriguez.
Se esperaba que Cody Durden se enfrentara a Kleydson Rodrigues. Sin embargo, Rodrigues se retiró del combate y fue sustituido por el Campeón de Peso Mosca de la LFA, Carlos Mota, con cuatro días de antelación.

## Premios de bonificación
Los siguientes luchadores recibieron bonificaciones de $50000 dólares.
- Pelea de la Noche: No se concedió ninguna bonificación.
- Actuación de la Noche: Tresean Gore, Roman Dolidze, Steve Garcia' y Christian Rodriguez